# Stora Mosstjärnen (Karlanda socken, Värmland)
Stora Mosstjärnen är en sjö i Årjängs kommun i Värmland och ingår i Göta älvs huvudavrinningsområde. Sjöns area är 0,02 kvadratkilometer och den befinner sig 211 meter över havet.